# 아노머
아노머(영어: anomer)는 단당류가 헤미아세탈 또는 헤미케탈을 생성하는 고리화 반응에서 한 탄소에 붙은 수소 원자와 하이드록시기의 위치가 바뀐 부분입체 이성질체가 생기는 현상으로 에피머의 한 유형이다. 에피머는 임의의 단일 입체 중심에서의 입체배치가 다른 입체 이성질체인데, 아노머는 특히 아노머 탄소(영어: anomeric carbon)라고도 불리는 헤미아세탈/아세탈 탄소에서 입체배치가 다른 고리형 단당류이다. 아노머 탄소는 탄수화물 분자의 사슬형에서 카보닐 탄소(케톤 또는 알데하이드 작용기)이다. 아노머화는 특정 아노머를 다른 아노머로 전환하는 과정을 말한다.

## 명명법
아노머 중심과 아노머 기준 원자 사이의 입체배치 관계에 따라 α-아노머 또는 β-아노머로 정해지고, 이들은 부분입체 이성질체이다. 헤미아세탈에서 아노머 중심은 아노머 탄소인 1번 탄소(C-1)이다. 헤미케탈에서는 케톤의 카보닐 탄소(예: D-프럭토스의 2번 탄소)이다. 알도헥소스에서 아노머 기준 원자는 고리의 아노머 탄소(당을 D-형 또는 L-형으로 정의하는 입체배치에 관련된 원자)에서 가장 멀리 떨어진 입체 중심이다. α-D-글루코피라노스에서 아노머 기준 원자는 5번 탄소(C-5)이다.
|  |

고리형 피셔 투영식에서 아노머 중심의 고리 바깥쪽 산소 원자가 아노머 기준 원자(하이드록시기에서)에 붙어 있는 고리 바깥쪽 산소 원자에 대해 시스형(같은 쪽에 있음)이면, α-아노머이다. 두 개의 산소가 트랜스형(서로 다른 쪽에 있음)이면, β-아노머이다.

## 아노머화
아노머화는 아노머를 다른 아노머로 전환하는 과정이다. 환원당에서 아노머화는 변광회전으로 불리며 수용액에서 잘 일어나고 산과 염기에 의해 촉매된다. 이러한 가역적인 과정은 보통 아노머 혼합물로 이어지며 결국에는 α-아노머와 β-아노머 사이의 평형에 도달하게 된다. α-아노머와 β-아노머의 비율은 당의 종류에 따라 특이적이다. 예를 들어 D-글루코스의 처음 입체배치에 관계 없이, 수용액은 약 64%의 β-D-글루코피라노스와 36%의 α-D-글루코피라노스의 혼합물이 되도록 점차적으로 평형에 도달한다. 비율이 변함에 따라 혼합물의 광학 활성이 바뀌는데 이러한 현상을 변광회전이라고 한다.

### 아노머화의 메커니즘

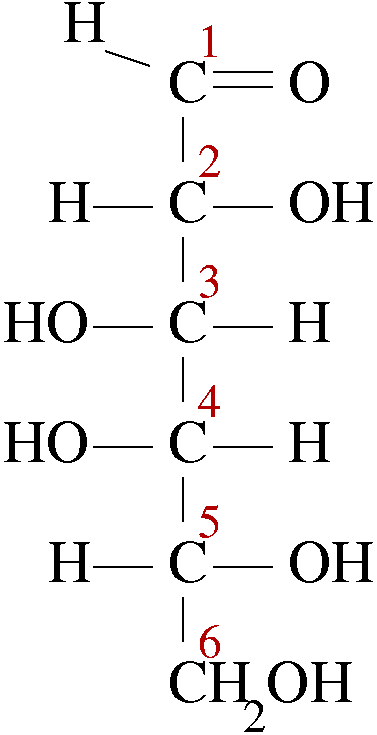
D-갈락토스의 사슬형

당의 고리형이 일반적으로 많이 선호되지만, 수용액에서 헤미아세탈은 사슬형과 평형을 이룬다. 알도헥소스에서 이러한 평형은 1번 탄소(C-1)와 5번 탄소(C-5)의 산소 원자 사이에 헤미아세탈 결합을 만들고, 분해되고(사슬형을 형성함), 다시 만든다(고리형을 형성함). 헤미아세탈이 재형성될 때 5번 탄소(C-5)의 하이드록시기는 1번 탄소(C-1)의 알데하이드의 입체화학적으로 구별되는 2개의 면 중 하나를 공격할 수 있다. 어느 쪽을 공격하느냐에 따라 α-아노머 또는 β-아노머가 형성된다.
글리코사이드의 아노머화는 일반적으로 산성 조건하에서 일어난다. 전형적으로 아노머화는 고리 외부의 아세탈 산소의 양성자화, 알코올의 방출에 의한 옥소카르베늄 이온 형성을 위한 이온화 및 옥소카르베늄 이온의 이면에서의 알코올에 의한 친핵성 공격에 이은 탈양성자화를 통해 일어난다.
|  |

## 물리적 특성 및 안정성
α-아노머와 β-아노머는 구조가 다르므로, 서로 다른 안정화 및 불안정화 요인을 가진다. 특정 아노머의 안정성에 대한 주요 기여 요인은 다음과 같다.
- 고리의 축방향으로 전자를 끌어당기는 작용기(일반적으로 산소 또는 질소 원자)가 있는 아노머를 안정화시키는 아노머 효과. 이 효과는 물과 같은 극성 용매에서 무효화된다.
- 1,3-이축방향 상호작용은 고리의 축방향으로 아노머기를 갖는 아노머를 불안정화시킨다. 이 효과는 수용액의 피라노스 및 다른 6원자 고리 화합물에서 두드러진다.
- 아노머기와 고리의 다른 작용기 사이의 수소 결합은 아노머의 안정화를 유도한다.
- 아노머기와 고리의 다른 작용기 사이의 쌍극자 반발력은 아노머의 불안정화를 유도한다.

D-글루코피라노시드의 경우 β-아노머가 수용액에서 보다 안정한 아노머이다. D-만노피라노스의 경우 α-아노머가 보다 안정한 아노머가 된다.
아노머는 서로에 대해 부분입체 이성질체이기 때문에, 종종 물리적, 화학적 특성이 다르다. 아노머를 연구하는데 사용되는 가장 중요한 물리적 특성 중 하나는 편광 분석으로 관찰할 수 있는 고유 광회전도이다.

## 같이 보기
- 탄수화물
- 단당류
- 입체화학